# Російська Давньоправославна церква
Російська Давньоправославна церква — неофіційна назва Новозибківської старообрядської ієрархії, знаної в народі як «біглопопівська», або «новозибківська». Термін «біглопопівці» походить від словосполучення «біглі попи», тобто священики панівної Церкви, які переходили на службу до старообрядців. Другий термін — «новозибківці» —закріпився за цією конфесією у зв'язку із заснуванням у місті Новозибків (нині місто Брянської обл., РФ) окремої церковної інституції.

## Історія
Єпископат цієї церкви веде свій початок від двох ієрархів РПЦ, які перейшли в біглопопівство 1923 та 1929. Засновниками РДЦ прийнято вважати архієпископа Саратовського та Петровського Ніколу (Позднєва) та єпископа Свердловського Стефана (Розторгуєва). Із 1944 по 1956 главою церкви був архієпископ Іоанн (Калінін). Завдяки його діяльності в СРСР була відновлена Новозибківська ієрархія, яка надзвичайно сильно постраждала в 1930—40-ві рр.
Йому вдалося зберегти незначну кількість парафій, стабілізувати внутрішнє та зовнішнє становище церкви. Під тиском Ради у справах релігій при урядові Микити Хрущова першопрестольна кафедра біглопопівського архієпископа перемістилася з м. Москва до м. Новозибків. Із 1996 по 2000 главою РДЦ був архієпископ Аристарх (Калінін).

## Поширення
2003 РДЦ налічувала близько 70-ти парафій:
- у Росії - Алтайському, Краснодарському та Пермському краях, Башкортостані, Бурятії, Брянській, Волгоградській, Воронезькій, Калінінградській, Калузькій, Кемеровській, Курській, Ленінградській, Нижньогородській, Самарській, Саратовській, Оренбурзькій областях;
- у Білорусі;
- у Болгарії;
- у Румунії.

Загальна чисельність новозибківців (за їхніми власними оцінками) становить від 700 тисяч до 1 млн віруючих.

## Урядування
На Новозибківському соборі 2003 було здійснено духовнотериторіальний поділ церкви. В її складі створено 6 єпархій:
- Московську,
- Білорусько-Українську,
- Азово-Чорноморську,
- Волзьку, Уральську,
- Сибірську.

Предстоятелем РДЦ є патріарх Московський та всієї Русі Олександр (Калінін). Одночасно він є правлячим архієреєм Московської єпархії. За його патріаршествавідновилася різка та жорстка критика Руської православної старообрядської церкви (Білокриницька ієрархія) та її засновника — босно-сараєвського митрополита Амвросія (Поповича). Патріарх Олександр вважає, що митрополит Амвросій не міг довести свого занурювального хрещення, тому частина попівців не визнала канонічності Білокриницької ієрархії. Цей фактор став основною причиною для створення самостійної Новозибківської церкви.
Сьогодні не існує молитовного спілкування біглопопівців як з Московською патріархією, так й з Руською православною старообрядницькою церквою.